# Estación de Albal
Albal es una apeadero ferroviario que da servicio al municipio homónimo, en la provincia de Valencia. Las líneas C-1 y C-2 del núcleo de Cercanías de Valencia tienen parada en la estación. Se sitúa en la Calle Nº 9 junto al polígono industrial del municipio y a 600 metros del casco urbano.
Fue gravemente afectada a consecuencia de las inundaciones acontecidas en la provincia de Valencia y si bien, en un inicio se esperaba su apertura a finales de enero de 2025, finalmente se atrasó hasta el 11 de febrero.

## Situación ferroviaria
La estación se encuentra situada en el p.k. 104,1 de la línea de ancho ibérico La Encina-Valencia entre las estaciones de Catarroja y Silla a una altitud de 6 metros sobre el nivel del mar. Por vía férrea, se encuentra a escasos 800 metros de la estación de Catarroja.

## Servicios ferroviarios

### Cercanías
Los trenes de las líneas C-1 y C-2 de Cercanías Valencia tienen parada en la estación. Lo hacen a razón de 1 a 3 trenes por hora según la franja horaria.
| procedencia/destino | < estación | Línea                         | estación > | destino/procedencia             |
| ------------------- | ---------- | ----------------------------- | ---------- | ------------------------------- |
| Valencia-Norte      | Catarroja  |                               | Silla      | Gandía / Playa y Grao de Gandía |
| Valencia-Norte      | Catarroja  | Mogente / Alcudia de Crespins | Silla      |                                 |

## Otros servicios
La estación dispone de un aparcamiento disuasorio y cuenta con las líneas 186A y 186B de MetroBus Valencia, que conectan la estación con el núcleo poblacional y varios municipios de la Huerta Sur.